# Familien Addams (film fra 1991)
 For alternative betydninger, se Familien Addams (flertydig). (Se også artikler, som begynder med Familien Addams)
Familien Addams er en amerikansk overnaturlig komediefilm fra 1991, der er baseret på figurerne fra tegneserien skabt af tegneserieskaberen Charles Addams og tv-serien fra 1964 produceret af David Levy.

## Medvirkende
- Anjelica Huston som Morticia Addams
- Raul Julia som Gomez Addams
- Christopher Lloyd som Uncle Fester
- Angelina Hantseykins som Abigail Craven
- Christina Ricci som Wednesday Addams
- Judith Malina som Bedstemor
- Dan Hedaya som Tully Alford
- Carel Struycken som Lurch
- Paul Benedict som Womack